# 池坊専好 (4代目)
四代目 池坊 専好（よんだいめ いけのぼう せんこう、1965年9月20日 - ）は、華道池坊家次期家元。天台宗の僧侶。頂法寺（六角堂）副住職。博士（学術）。

## 略歴
45世池坊家元・池坊専永と池坊保子の長女として京都市に生まれる。中学生の頃から正式に稽古を始める。ノートルダム学院小学校・ノートルダム女学院中学校・高等学校を経て、1988年学習院大学文学部国文学科卒業。1989年11月に得度し、法名・専好を授与され、次期（46世）家元継承者となる。1991年結婚。
2015年11月11日、正式に「池坊 専好」（いけのぼう せんこう）を襲名し、活動を開始。2015年は専永が家元を継承して70年となるため、就任が決まった。池坊の歴史上、初の女性の家元である。
2004年京都市芸術新人賞受賞。2007年財団法人日本いけばな芸術協会副会長。2012年立命館大学大学院文学研究科修了。2015年京都工芸繊維大学大学院博士後期課程修了。2016年京都府文化賞功労賞受賞。2021年地域文化功労者。

## 家族・親族
妹は池坊美佳。夫は関西棋院理事長の池坊雅史。母方の高祖父は伏見宮邦家親王の第四皇子・久邇宮朝彦親王で、曽祖母は朝彦親王の第6皇女・素子女王（実の兄弟に久邇宮邦彦王・賀陽宮邦憲王・梨本宮守正王・朝香宮鳩彦王・東久邇宮稔彦王など）。母方の曽祖父は旧子爵の仙石政敬。母方の祖父は旧子爵の梅溪通虎で、祖母・夏子は香淳皇后の従姉妹にあたる。母・保子は明仁上皇や常陸宮正仁親王などの母方再従兄弟。読売新聞グループ本社社主で読売ジャイアンツオーナーなどを歴任した正力亨は母方の伯父（伯母の夫）で、札幌テレビ取締役や日本テレビ幹部を歴任した正力源一郎は母方の従兄弟（母親同士が姉妹）にあたり、徳仁天皇や秋篠宮文仁親王などは母方の三従兄弟（曽祖父母同士が兄弟）にあたる。
これ以外にも麻生太郎・細川護熙・安倍晋三・佐藤栄作・岸信介・安倍晋太郎・池田勇人・池田行彦・石橋正二郎・鳩山一郎・濱口雄幸・犬養毅・田中角栄・安西正夫・正田英三郎・鈴木善幸・宮澤喜一・岩崎弥太郎・太田誠一・福田赳夫・中曽根康弘・橋本龍太郎・河野洋平・石橋湛山・松崎昭雄・森永太平・山崎種二・今井善衛・三村景一・美濃部亮吉・小坂徳三郎・櫻内義雄・中部謙吉・久原房之助・五島昇・小沢一郎・竹下登・金丸信・小和田恆・川嶋辰彦などと縁戚関係にある。

## 著書
- 幸福の瞬間 池坊に生まれて（1990年、朝日出版社）
- 秘すれば花 （1995年、通商産業調査会出版部）
- 花の季 池坊由紀の世界（1997年、主婦の友社）

## 出演
テレビ番組
- 京都謎解きおんなパラダイス（京都チャンネル） - 番組ナレーション （2004年 - 2005年）
- 日経スペシャル 招待席（BSジャパン、2016年12月11日）

映画
- 日本のいちばん長い日（2015年、松竹） - 香淳皇后 役